# Вејверли (Канзас)
Вејверли (енгл. Waverly) град је у америчкој савезној држави Канзас.

## Демографија
По попису из 2010. године број становника је 592, што је 3 (0,5%) становника више него 2000. године.
| Група             | 2000.       | 2010.       |
| Белци             | 568 (96,4%) | 559 (94,4%) |
| Афроамериканци    | 0 (0,0%)    | 0 (0,0%)    |
| Азијати           | 0 (0,0%)    | 1 (0,2%)    |
| Хиспаноамериканци | 10 (1,7%)   | 16 (2,7%)   |
| Укупно            | 589         | 592         |